# Bird Saddle
Bird Saddle är ett bergspass i Antarktis. Det ligger i Östantarktis. Nya Zeeland gör anspråk på området. Bird Saddle ligger 800 meter över havet.
Terrängen runt Bird Saddle är bergig österut, men västerut är den kuperad. Trakten är obefolkad. Det finns inga samhällen i närheten. 